# 38 Special (banda)
38 Special (también escrito como .38 Special o Thirty Eight Special) es una banda estadounidense de rock sureño que fue fundada por Don Barnes y Donnie Van Zant en 1973 en Jacksonville, Florida, EE. UU. Alcanzó la popularidad con temas como «Caught Up In You», «Hold On Loosely» y «If I'd Been the One».

## Historia

### Fundación
En 1973, Don Barnes y Donnie Van Zant (quienes eran amigos desde la niñez), junto al guitarrista Jeff Carlisi, el bajista Ken Lyons y los bateristas Jack Grondin y Steve Brookins formaron la banda 38 Special.

### Primeros discos
Dos años después, 38 Special logró firmar contrato con la discográfica A&M Records y consiguieron grabar su álbum debut homónimo en 1977.  Un año después, grabaron el disco Special Delivery, el cual llamó mucho la atención. En 1979, Lyons dejó la banda antes de la grabación de su tercer material discográfico Rockin' Into the Night, siendo reemplazado por Larry Junstrom. Los dos primeros álbumes del grupo tuvieron una fuerte influencia del rock sureño, mientras que Rockin' Into the Night se inclinó a un sonido más melódico, obteniendo un reconocimiento aceptable del público.

### 1980 - 1986: Época de éxito
La banda decidió que para su próxima producción el estilo de su música fuera más parecido al del Arena rock, pero sin olvidarse de sus raíces sureñas.  El resultado fue que su cuarto álbum, Wild-Eyed Southern Boys fuera el primer gran éxito de 38 Special, alcanzando el 18.º lugar del Billboard 200 en 1981 y además siendo certificado disco de platino por la Asociación de la Industria Discográfica de Estados Unidos (RIAA por sus siglas en inglés).
En 1982, 38 Special grabó el disco Special Forces, producción que, junto con el sencillo «Caught Up In You», fueron aún más populares que su antecesores, logrando llegar a los 10 primeros lugares de las listas estadounidenses en el mismo año, convirtiéndose en el álbum y el sencillo más exitosos de la banda.
Al año siguiente, se grabó el álbum Tour de Force, el cual también gozó de mucha popularidad, aunque no tanto como su predecesor. Las canciones «If I'd Been the One» y «Back Where You Belong» se ubicaron entre las primeras veinte posiciones de las listas del Billboard. Después en 1986, 38 Special logró un éxito más con el disco Strength in Numbers. A continuación, 38 Special realizó una gira por los Estados Unidos para promocionar su música. En 1987, Don Barnes y Steve Brookins abandonaron la banda. Barnes fue reemplazado por Danny Chauncey.

### 1987 - 1990: Últimos éxitos
En 1987, la banda publicó su primer compilatorio de grandes éxitos llamado Flashback: The Best of 38 Special. Este disco logró la certificación de platino por la RIAA. Aunque este álbum recopilatorio fue un éxito, las cosas empezarían a cambiar a partir de su siguiente producción. Un año después, se grabó el disco Rock & Roll Strategy, ya con Chaunsey en la voz. Rock & Roll Strategy no consiguió el éxito que sus antecesores. Este álbum sería el último con la discográfica A&M Records.

### 1991 - 1999: Nuevos cambios y época de decadencia
Barnes regresó a la banda en 1991, junto a dos músicos nuevos: el baterista Scott Hoffman y el teclista Bobby Caps. Grabaron el disco Bone Against Steel, pero no pudo entrar en una buena posición en los listados de popularidad, puesto a que solo alcanzó el 170.º lugar en los Estados Unidos. Este fue el último álbum que entraría en el Billboard 200.
38 Special grabó su décimo álbum de estudio llamado Resolution en 1997, pero pasó desapercibido. Solo el sencillo «Fade to Blue» logró posicionarse en el Billboard Hot 100. Dos años después, en 1999 se publicó un álbum en directo: Live at Sturgis.

### 2000 - actualidad
38 Special solo ha grabado dos álbumes de estudio del 2000 a la actualidad, uno de ellos con temática navideña: A Wild-Eyed Christmas Time y Drivetrain, en 2001 y 2004 respectivamente. Han cambiado de músicos en varias ocasiones y han lanzado varios discos en vivo y recopilaciones de grandes éxitos. La alineación actualmente se conforma de Don Barnes, Donnie Van Zant, el guitarrista Danny Chauncey, el bajista Larry Junstrom, el baterista Gary Moffatt y el tecladista Bobby Capps.

## Miembros

### Miembros actuales
- Don Barnes — voz principal y guitarra (1975 a 1987 y 1991-presente)
- Gary Moffatt — batería (1997-presente)
- Bobby Capps — teclados (1991-presente)
- Barry Dunaway — bajo (2011, 2013, 2014-presente)
- Jerry Riggs – guitarra, coros (2019-presente)

### Miembros anteriores
- Donnie Van Zant — voz, guitarra y coros (1974-2013)
- Jeff Carlisi — guitarra (1974-1996)
- Jack Grossin — batería y percusiones (1974-1991)
- Steve Brookins — batería y percusiones (1974-1987)
- Ken Lyons — bajo (1974-1977)
- Larry Junstrom — bajo (1977-2014)
- Carol Bristow — coros (1977-1987)
- Dale Krantz — coros (1977-1979)
- Nancy Henderson — coros (1980-1981)
- Lu Moss — coros (1981-1984)
- Steve McRay — teclados, armónica y coros (1986-1987)
- Lynn Hineman — coros (1986-1987)
- Danny Chauncey — guitarra y coros (1987-2019)
- Max Carl — teclados y coros (1987-1992)
- Scott Meeder — batería y percusiones (1991-1992)
- Scott Hoffman — batería y percusiones (1992-1993)
- Donny Baldwin — batería y percusiones (1996)

## Discografía

### Álbumes de estudio
- 38 Special — 1977
- Special Delivery — 1978
- Rockin' Into the Night — 1980
- Wild-Eyed Southern Boys — 1981
- Special Forces — 1982
- Tour de Force — 1984
- Strength in Numbers — 1986
- Rock & Roll Strategy — 1988
- Bone Against Steel — 1991
- Resolution — 1997
- A Wild-Eyed Christmas Time — 2001
- Drivetrain — 2004

### Álbumes en vivo
- Wild-Eyed and Live! — 1984
- Live at Sturgis — 1999
- Live From Texas — 2001

### Álbumes recopilatorios
- Flashback - The Best of 38 Special — 1987
- Extended Versions — 2000
- 20th Century Masters - The Millennium Collection: The Best of 38 Special — 2000
- Anthology — 2001
- The Very Best of the A&M Years (1977-1988) — 2003
- Best Shots — 2006
- Authorized Bootleg: Nassau Coliseum, Uniondale, New York 1/29/85 — 2010
- Icon — 2011